# Pseudostereodon procerrimum
Pseudostereodon procerrimum är en bladmossart som först beskrevs av Mol., och fick sitt nu gällande namn av Fleisch.. Pseudostereodon procerrimum ingår i släktet Pseudostereodon och familjen Hypnaceae. Inga underarter finns listade i Catalogue of Life.